# Рамлевеем
Рамлевеем — річка на північному заході Камчатського краю в Росії.
Довжина річки — близько 25 км. Протікає територією Тигільського району Камчатського краю. Впадає в затоку Шеліхова Охотського моря.
Назва в перекладі з коряцької Ргымлэвэем — «річка з берегами, що обрушуються».

## Дані водного реєстру
За даними державного водного реєстру Росії відноситься до Анадир-Колимського басейнового округу.
За даними геоінформаційної системи водогосподарського районування території РФ, підготовленої Федеральним агентством водних ресурсів:
- Код водного об'єкта в державному водному реєстрі — 19080000112120000037744
- Код за гідрологічною вивченістю (ГВ) — 120003774
- Номер тому з ГВ — 20
- Випуск за ГВ — 0